# Moby Grape
Moby Grape — американская рок-группа, образовавшаяся в 1966 году в Сан-Франциско, Калифорния, и исполнявшая психоделический рок с элементами фолка, кантри, блюза, джаза и классического рок-н-ролла. Moby Grape считается одним из наиболее ярких коллективов, воплотивших в своём творчестве атмосферу «Лета Любви» 1967 года. Роберт Плант называл Moby Grape в числе групп, оказавших влияние на ранних Led Zeppelin.
При том, что лидером коллектива считался ритм-гитарист Скип Спенс (экс-Jefferson Airplane), все пятеро его участников в равной степени участвовали в написании и сценической разработке композиций группы — в дебютном альбоме всё ещё компактных и мелодичных, но уже во втором — импровизационно-абстрактных, временами искусственно затянутых (что отчасти объяснялось влиянием ЛСД, которым к тому времени уже злоупотреблял Спенс). Так и не реализовав свой огромный творческий потенциал, Moby Grape, по мнению критиков, стали жертвами жульничества (менеджером был одиозный Мэтью Кац, который судился с группой по поводу права на название вплоть до 2005 года), собственной неопытности и катастрофического стечения обстоятельств.
Moby Grape фактически прекратили своё существование в 1970 году, когда Скип Спенс (после странного инцидента в отеле, когда он напал на Джерри Миллера) был помещён в психиатрическую клинику «Бельвью» (англ. Bellevue Hospital). В день выписки он в одной пижаме на мотоцикле приехал в Нэшвилл и записал свой единственный сольный альбом Oar, позже признанный специалистами классическим образцом эйсид-фолкa. После многих лет нищенства, болезней и бездомных скитаний, Спенс умер в 1999 году.
Реюнион Moby Grape, намеченный на январь 2007 года (с участием ударника Эйнсли Данбара, экс-Journey и клавишника Пита Сиэрса из Jefferson Starship) не состоялся. Jerry Miller Band выступили на юбилейном концерте, посвящённом 40-летию Monterey Pop Festival (в июле 2007 года). Наконец в сентябре 2007 года реформированные Moby Grape (с Омаром Спенсом, заменившим покойного отца у микрофона) всё же выступили перед 40,000 зрителей на празднестве Summer of Love 40th Anniversary Celebration в сан-францисском парке Golden Gate.

## Дискография

### Альбомы
- Moby Grape (1967)
- Wow/Grape Jam (1968)
- Moby Grape '69 (1969)
- Truly Fine Citizen (1969)
- 20 Granite Creek (1971)
- Live Grape (1978)
- Moby Grape '84 (1984)
- Vintage: The Very Best of Moby Grape (1993)
- Legendary Grape (2003)
- Cross Talk: The Best of Moby Grape (2004)
- Listen My Friends! The Best of Moby Grape (2007)